# Потери сил международной коалиции в операции «Решительная поддержка»
Операция «Решительная поддержка» проходила в Исламской Республике Афганистан и в Исламском Эмирате Афганистан с 1 января 2015 года до 31 августа 2021 года, в ней принимали участие правительственные силы Исламской Республики Афганистан и военный контингент 39 государств.
Согласно данным министерств обороны США и Великобритании, а также независимого интернет-сайта iCasualties.org, в период с начала операции до 31 августа 2021 года, потери международного военного контингента составили 129 военнослужащих погибшими и не менее 691 ранеными и травмированными, в том числе:
- США: 111 (ранеными, 620 военнослужащих)[3]
- Румыния: 4 (ранеными, не менее 37)[4][5][6][7][8][9][10][11][12][13][14][15]
- Чехия: 4[16][17] (ранеными, не менее 7)[18][19]
- Великобритания: 3[20][21] (ранеными, травмированными и заболевшими - не менее 3 военнослужащих[22])
- Грузия: 2 (ранеными, не менее 15 военнослужащих)[23][24][25][26][27]
- Хорватия: 1 (ранеными, не менее 2 военнослужащих)[28]
- Турция: 1 (ранеными, по меньшей мере 1 военнослужащий)[29]
- Албания: 1[30]
- Германия: 1[31]
- Нидерланды: 0 (ранеными - не менее 2 военнослужащих)[32][33]
- Литва: 0 (ранеными и травмированными, не менее 1)[34]
- Норвегия: 0 (ранеными, не менее 1)[35]
- Польша: 0 (ранеными, не менее 1)[36][37]
- Словакия: 0 (ранеными, не менее 1)[38]

В перечисленные выше потери не включены потери среди сотрудников полиции стран Евросоюза, которые находились в Афганистане по программе EUPOL — Afghanistan, но не являлись военнослужащими:
- 5 января 2015 в восточной части Кабула на шоссе Джелалабад - Кабул смертник на заминированной автомашине врезался в автомашину с сотрудниками EUPOL[39]. Представители EUPOL подтвердили, что в результате взрыва находившиеся в машине сотрудники получили ранения, однако их количество и иные подробности инцидента не сообщаются[40]
- 17 мая 2015 - в Кабуле смертник на заминированной "Toyota Corolla" протаранил бронированный автомобиль EUPOL[41], в котором находились четыре человека, в результате были ранены два сотрудника EUPOL[42]
- 11 декабря 2015 - в ходе атаки на посольство Испании в Кабуле были убиты два (Isidro Gabino Sanmartín Hernández и Jorge García Tudela) и ранены ещё два сотрудника спецподразделения полиции Испании, обеспечивавшие охрану периметра посольства[43]

В перечисленные выше потери не включены потери среди персонала ООН (в том числе, сотрудники службы безопасности ООН), которые находились в Афганистане в рамках миссии United Nations Assistance Mission in Afghanistan:
- по официальным данным ООН, в период с 1 января 2015 до 31 августа 2021 в Афганистане погибли 16 сотрудников UNAMA[44] и не менее 6 были ранены[45][46][47]

В перечисленные выше потери не включены потери «контрактников» сил коалиции (сотрудники иностранных частных военных и охранных компаний, компаний по разминированию, операторы авиатехники, а также иной гражданский персонал, действующий в Афганистане с разрешения и в интересах стран коалиции).
По данным из открытых источников, в период с 1 января 2015 года потери среди «контрактников» составили не менее 122 погибшими, не менее 72 ранеными и не менее 1 похищенным и пропавшим без вести:
- так, 29 января 2015 - три сотрудника частной охранной компании "Praetorian Standard Inc." (граждане США Walter Fisher, Jason Landphair и Mathew Fineran) были застрелены в международном аэропорту Кабула[49], ещё один был ранен[50]
- 16 марта 2015 - в провинции Урузган взрывом минно-взрывного устройства у входа в свой дом был убит гражданин Афганистана Mawla Daud - контрактник, работавший на военный контингент Австралии[51]
- вечером 13 мая 2015 года было совершено нападение на отель "Park Palace" в Кабуле, в ходе которого были убиты 14 человек - охранники гостиничного комплекса и десять иностранцев. Одним из убитых являлся контрактник, работавший на правительство Афганистана (гражданин Индии Satish Chandra)[52]
- 17 мая 2015 - в Кабуле смертник на заминированной "Toyota Corolla" протаранил бронированный автомобиль EUPOL, в котором находились четыре человека: три сотрудника EUPOL выжили, погиб сотрудник частной военной компании - гражданин Великобритании[53] Michael Hampshire[54]
- 2 июня 2015 - в уезде Зари провинции Балх боевики "Талибан" атаковали группу сотрудников чешской гуманитарной организации PIN. Были убиты два шофёра и два сотрудника частной охранной компании, охранявшие сотрудников PIN (все убитые являлись гражданами Афганистана)[55]
- 7 июня 2015 – в результате миномётного обстрела авиабазы Баграм был смертельно ранен один контрактник, умерший 8 июня 2015 года от полученных ранений[56]
- 27 июня 2015 года - пресс-служба командования операцией "Resolute Support" сообщила о том, что в южной части Афганистана умер один контрактник[57]
- 7 августа 2015 - в ходе атаки на военную базу США "Camp Integrity" были убиты 8 гражданских контрактников США (граждане Афганистана)[58][59]
- также, в августе 2015 года в провинции Гильменд был убит афганец-переводчик британского военного контингента[60]
- 22 августа 2015 - в Кабуле в результате взрыва автомашины со взрывчаткой были убиты три контрактника: сотрудники частной военной компании "DynCorp International", граждане США[61] (Barry Sutton, Richard McEvoy и Corey Dodge)[62]
- 1 октября 2015 - пять гражданских контрактников погибли в авиакатастрофе военно-транспортного самолёта C-130J в аэропорту Джелалабада[63]. Не менее двух погибших контрактников были гражданами США (Chris Ruiz[64] и сотрудник корпорации "Northrop Grumman", техник-оператор беспилотных летательных аппаратов Carlos Carrasco[65])
- 11 октября 2015 - в разбившемся вертолёте Puma Mk.2 погиб один гражданский контрактник (гражданин Франции)[20]
- 24 ноября 2015 - в провинции Фарьяб был подбит и совершил вынужденную посадку вертолёт Ми-17 молдавской авиакомпании "Valan International Cargo Charter Ltd.", зафрахтованный ООН и выполнявший рейс для афганской армии[66]. Пилот вертолёта (гражданин Молдавии Oleg Groza) был застрелен боевиками "Талибан"[67]
- 20 декабря 2015[68] в Кабуле была застрелена контрактник USAID (гражданка США Lisa Marie Akbari)[69]
- 27 января 2016 в провинции Гильменд были убиты четыре сотрудника компании по разминированию[70].
- 18 мая 2016 на взлётно-посадочной полосе авиабазы "Camp Dwyer" в провинции Гильменд разбился транспортный самолёт Ан-12Б азербайджанской авиакомпании "Silk Way Airlines", зафрахтованный НАТО для перевозки грузов, из 9 членов экипажа погибли 7 человек[71][72] (1 гражданин Узбекистана, 5 граждан Азербайджана и 1 гражданин Украины), ещё двое получили ранения и были госпитализированы[73]
- 20 июня 2016 в восточной части Кабула смертник взорвал себя, бросившись под микроавтобус, перевозивший сотрудников частной охранной компании "Sabre International"[74], обеспечивавших охрану посольства Канады[75]. Взрывом были убиты 15 контрактников (два гражданина Индии и 13 граждан Непала)[76]
- 26 октября 2016 в районе города Джелалабад были убиты два контрактника ЦРУ (граждане США Brian Ray Hoke и Nathaniel Patrick Delemarre)[77]
- 11 ноября 2016 в результате атаки авиабазы Баграм были убиты 2 контрактника (граждане США[37], сотрудники "Fluor Corporation" Jarrold M. Reeves и Hollingsworth[78]). Взорвавшийся вместе с ними смертник (гражданин Афганистана Ahmad Nayeb) также являлся работавшим на авиабазе контрактником[79].
- в декабре 2016 года в районе города Джелалабад был убит контрактник ЦРУ, гражданин США George A. Whitney[77]
- 20 мая 2017 в результате атаки на гостиницу для иностранных граждан в западной части Кабула были убиты гражданка ФРГ (работавшая в шведской негосударственной организации) и охранявший её сотрудник охранной компании (гражданин Афганистана)[80][81]
- 31 мая 2017 в результате взрыва смертника в Кабуле были убиты 9 контрактников (сотрудники частной охранной компании, граждане Афганистана, обеспечивавшие охрану посольства США в Кабуле), ещё 11 контрактников (граждане США, работавшие на военной базе "Camp Eggers") были ранены[82][83]. Кроме того, взрывом был убит сотрудник охранной фирмы (гражданин Афганистана), обеспечивавший охрану немецкого посольства в Кабуле[84][85]
- 19 июня 2017 около 23 часов ночи в результате обстрела автомашины на дороге к авиабазе Баграм были убиты 8 контрактников (сотрудники частной охранной компании, граждане Афганистана), работавших на авиабазе Баграм[86][87]
- 3 августа 2017 года мотоциклист с зарядом взрывчатки врезался в автомашину из автоколонны НАТО в 30 км к северу от Кабула, одним из раненых был афганец-переводчик военного контингента США[88]
- 7 августа 2017 на городском рынке в Кабуле открыли огонь по группе из 4 женщин-контрактников (гражданам Афганистана, работавшим охранниками на авиабазе Баграм), две из которых были убиты и две ранены[89][90]
- 1 декабря 2017 в провинции Фарах попала в засаду группа афганских полицейских, одним из убитых в перестрелке был контрактник, находившийся в составе отряда полиции[91].
- 2 марта 2018 взрывом заминированной автомашины в Кабуле были повреждены 4 автомашины посольства Австралии и ранены 2 контрактника, обеспечивавших охрану персонала посольства (граждане Австралии)[92]
- 21 мая 2018 в уезде Майванд провинции Кандагар были убиты пять сотрудников компании по разминированию "AMDC" (граждане Афганистана), занимавшиеся поиском и обезвреживанием минно-взрывных устройств[93]
- в начале августа 2018 года в Кабуле были похищены три контрактника-иностранца, работавшие на французскую фирму "Sodexo" (один гражданин Индии, один гражданин Малайзии и один гражданин Македонии), 3 августа 2018 года их трупы были обнаружены на окраине Кабула[94]
- 2 сентября 2018 после взлета с военной базы 209-го корпуса армии Афганистана в городе Мазари-Шариф разбился вертолёт Ми-8МТВ молдавской авиакомпании "Valan International Cargo Charter Ltd.", погибли два члена экипажа (граждане Украины)[95]
- 18 октября 2018 в городе Кандагар неизвестный открыл огонь по охране командующего войсками НАТО в Афганистане генерала Миллера[96], одним из раненых был контрактник (гражданин США)[97]
- 20 октября 2018 в Кабуле был убит гражданин Афганистана Qader Dawoudzai, работавший переводчиком французского военного контингента[98]
- 28 ноября 2018 в ходе атаки на представительство частной военной компании G4S в Кабуле (обеспечивавшей охрану британского посольства и других объектов в Афганистане)[99] были убиты пять сотрудников G4S (гражданин Великобритании Luke Griffin и 4 граждан Афганистана), ещё 32 сотрудника получили ранения[100]
- в начале февраля 2019 года в провинции Вардак был застрелен контрактник Nooruddin (гражданин Пакистана)[101]
- 8 апреля 2019 в результате взрыва в районе авиабазы Баграм был убит контрактник (гражданин США)[102]
- в июне 2019 года погибли два контрактника (18 июня 2019 в результате миномётного обстрела был убит гражданин США Kevin Yali, в конце июня 2019 года был убит гражданин США Christian H. McCoy)[103]
- 13 ноября 2019 года заминированный микроавтобус был взорван возле здания министерства внутренних дел Афганистана в Кабуле. Атака была совершена в отношении сотрудников иностранной охранной компании "Garda World". Представители компании подтвердили факт ранения четырёх своих сотрудников, но не стали сообщать дополнительные подробности[104]
- 25 января 2020 года в районе населённого пункта Каджаки в провинции Гильменд был сбит вертолёт Ми-8МТВ-1 молдавской авиакомпании "Valan International Cargo Charter Ltd.", перевозивший солдат афганской армии. Были ранены два члена экипажа (граждане Украины)[105]
- 31 января 2020 года в восточной части провинции Хост вооружёнными боевиками "Талибан" был похищен контрактник[106] (гражданин США Mark R. Frerichs)[107]
- 17 апреля 2020 года неизвестные открыли огонь по контрактникам, работавшим на военной базе США в провинции Парван, в результате были убиты шесть контрактников (граждане Афганистана)[108]
- 9 июня 2021 года в провинции Баглан была атакована база компании "HALO Trust", в ходе нападения были убиты десять контрактников "HALO Trust", выполнявшие работы по разминированию местности (граждане Афганистана), ещё 12 сотрудников компании были ранены[109]
- 29 августа 2021 года беспилотный летательный аппарат США MQ-9 Reaper нанёс ракетный удар по подозрительной автомашине в Кабуле, в результате погибли афганец-контрактник Zemari Ahmadi (работавший на компанию NEI из США) и девять членов его семьи. Позже, в ходе анализа видеозаписи было установлено, что ракетный удар был нанесен по ошибке (оператор БПЛА принял установленную в машине цистерну с водой за контейнер со взрывчаткой)[110].

Помимо потерь в результате враждебных действий среди иностранных военнослужащих, полицейских и контрактников имели место небоевые потери (в частности, заболевшими). Так, после начала в 2020 году эпидемии коронавируса COVID-19 и её распространения на Афганистан 24 марта 2020 года были выявлены первые заболевшие COVID-19 среди военнослужащих иностранного контингента, а позднее - заболевшие контрактники.
В перечне не учитываются потери служебных собак иностранного военного контингента (хотя зафиксированы случаи их уничтожения).
В перечне не приведены сведения о потерях в авиатехнике, бронетехнике, вооружении и ином военном имуществе международной коалиции.
В связи с начатым 25 апреля 2021 года сокращением численности войск США в Афганистане, в мае 2021 года было объявлено, что часть техники, оборудования и военного имущества войск США, которое не будет вывезено из страны или передано правительственным силам Афганистана предполагается уничтожить (чтобы не допустить возможности его захвата боевиками). По заявлениям американских военных, уничтожать запланировали оборудование, которое невозможно вывезти из страны, отремонтировать или по каким-то причинам нельзя передать армии Афганистана. В целом, только в период до 10 мая 2021 года было уничтожено более 1,3 тыс. единиц оборудования вооружённых сил США (до августа 2021 года управлению тылового обеспечения минобороны США было передано для уничтожения 14 379 единиц оборудования и военного имущества вооружённых сил США). Дополнительное количество техники и вооружения (в том числе, артиллерию и миномёты) войска США оставили 31 августа 2021 года при эвакуации из международного аэропорта Кабула (хотя командующий американскими войсками в Афганистане генерал Фрэнк Маккензи сообщил, что система противоракетной обороны аэропорта C-RAM, а также оставшиеся в аэропорту 73 вертолёта, 27 армейских внедорожников HMMWV и около 70 бронемашин MRAP с усиленной противоминной защитой были выведены из строя).
Не приведены также сведения о финансовых расходах на ведение войны.
- по решению министерства обороны США, расходы США на операцию "Resolute Support" с начала 2015 года засекречены[117] (однако в среднем, на протяжении военной операции в Афганистане в 2001-2021 гг. военные расходы США составляли 300 млн долларов в сутки)[118]